# Боби Браун (кошаркаш)
Роберт Даглас Браун (енгл. Robert Douglas Brown; Лос Анђелес, Калифорнија, 24. септембар 1984) је бивши  амерички кошаркаш. Играо је на позицији плејмејкера.

## Биографија
Колеџ кошарку играо је на Калифорнија Стејт Универзитету у Фулертону за екипу Кал Стејт Фулертон тајтанса у периоду од 2003. до 2007. године. На НБА драфту 2007. није изабран, те је прву сениорску сезону (2007/08.) одиграо у немачком клубу АЛБА из Берлина коме је тада помогао да дође до титуле првака државе.
Након тога ипак је дошао до прилике у НБА и то тако што је у сезони 2008/09. потписао за Сакраменто кингсе. У фебруару 2009. трејдован је у Минесота тимбервулвсе, а одатле у септембру исте године даље у Њу Орлеанс хорнетсе. Од јануара 2010. па до краја те сезоне играо је у Лос Анђелес клиперсима.
Уследио је повратак у Европу и уговор са пољским Прокомом потписан у септембру 2010, али је отуд отпуштен већ у децембру и остатак сезоне 2010/11. провео је у грчком Арису. Наредне сезоне играо је у немачком Олденбургу.
Браунова најуспешнија сезона у Европи била је 2012/13, а тада је играо за Монтепаски из Сијене са којим је освојио италијанско првенство и куп. Међутим, најбољу игру приказао је у Евролиги, па је добио награду за најбољег стрелца сезоне (просек од 18,8 поена по мечу), те најкориснијег играча месеца јануара, а два пута је био и МВП кола.
Од 2013. до 2016. је наступао у кинеским Дунгуан лиопардсима. У марту 2016. постао је члан Бешикташа и са њима се задржао до краја те сезоне.

## Успеси

### Клупски
- АЛБА Берлин:
  - Првенство Немачке (1): 2007/08.

- Монтепаски Сијена:
  - Првенство Италије (1): 2012/13.
  - Куп Италије (1): 2013.

### Појединачни
- Најбољи стрелац Евролиге (1): 2012/13.
- Најкориснији играч месеца Евролиге (1): 2012/13.
- Најкориснији играч кола Евролиге (3): 2012/13. (3)
- Учесник Ол-стар утакмице Првенства Немачке (1): 2008.